# Comarca do Eume
O Eume is een comarca van de Spaanse provincie A Coruña. De hoofdstad is Pontedeume, de oppervlakte 576,2 km² en het heeft 27.760 inwoners (2005).

## Gemeenten
Cabanas, A Capela, Monfero, Pontedeume en As Pontes de García Rodríguez.